# Kefar Ruppin
Kefar Ruppin (hebr. כפר רופין; ang. Kefar Ruppin lub Kfar Ruppin; pol. Wioska Ruppina) – kibuc położony w Samorządzie Regionu Emek ha-Majanot, w Dystrykcie Północnym, w Izraelu. Członek Ruchu Kibuców (Ha-Tenu’a ha-Kibbucit).

## Położenie
Kibuc Kefar Ruppin jest położony na wysokości 248 metrów p.p.m. w Dolinie Bet Sze’an, będącej częścią Doliny Jordanu na północy Izraela. Teren położony na północ i zachód od kibucu jest stosunkowo płaski i jest wykorzystywany pod intensywną działalność rolniczą. Natomiast po stronie wschodniej opada około 30 metrów w dół do rzeki Jordan. Wzdłuż północnej granicy kibucu przepływa strumień Nachal Avuka. Po stronie południowej utworzono liczne stawy hodowlane. W otoczeniu kibucu Kefar Ruppin znajduje się miasto Bet Sze’an, kibuce Newe Etan, Ma’oz Chajjim, En ha-Naciw, Sede Elijjahu i Tirat Cewi. Wzdłuż rzeki Jordan przebiega granica jordańsko-izraelska. Po stronie jordańskiej jest miejscowość Al-Maszari i wioska Al-Harawijja.
Kefar Ruppin jest położony w Samorządzie Regionu Emek ha-Majanot, w Poddystrykcie Jezreel, w Dystrykcie Północnym Izraela.

## Historia
Pierwotnie w okolicy tej znajdowała się arabska wioska Masil al-Dżizl. W wyniku I wojny światowej w 1918 roku cała Palestyna przeszła pod panowanie Brytyjczyków, którzy w 1921 roku utworzyli Brytyjski Mandat Palestyny. Otworzyło to drogę dla osadnictwa żydowskiego w Palestynie. Organizacje syjonistyczne od początku 30. lat XX wieku interesowały się Doliną Bet Sze’an i wykupywały grunty rolne od arabskich właścicieli, jednak pierwsza żydowska osada powstała tutaj dopiero w 1936 roku – był to położony w zachodniej części doliny kibuc Nir Dawid. W 1937 roku na północy doliny powstały kibuc Sede Nachum i moszaw Bet Josef, oraz położone bliżej rzeki Jordan dwa kibuce Ma’oz Chajjim i bardziej na południu Tirat Cewi. W kolejnym 1938 roku pomiędzy kibucem Ma’oz Chajjim a arabskim miastem Beisan powstał kibuc Newe Etan, na zachód od tego miasta kibuc Mesillot, a przy samej rzece Jordan kibuc Kefar Ruppin.
Grupa założycielska kibucu zawiązała się już w 1934 roku, i składała się z żydowskich imigrantów z Niemiec, Austrii oraz Czechosłowacji. Początkowo zamieszkali oni w rejonie Herclijji, i po przejściu podstawowego przeszkolenia przyjechali do Doliny Bet Sze’an, aby w dniu 25 listopada 1938 roku założyć nowy kibuc. Była to typowa na owe czasy żydowska obronna osada rolnicza, która posiadała palisadę i wieżę obserwacyjną. Początkowo nazywał się on Masada (hebr. מסד), jednak później zmieniono jej nazwę na Kefar Ruppin (pol. Wioska Ruppina), aby w ten sposób uczcić lidera ruchu syjonistycznego Artura Ruppina. W poszukiwaniu skutecznego rozwiązania narastającego konfliktu izraelsko-arabskiego w dniu 29 listopada 1947 roku została przyjęta Rezolucja Zgromadzenia Ogólnego ONZ nr 181. Zakładała ona między innymi, że kibuc Kefar Ruppin miał znaleźć się w granicach nowo utworzonego państwa żydowskiego. Arabowie odrzucili tę Rezolucję i dzień później doprowadzili do wybuchu wojny domowej w Mandacie Palestyny. Już w pierwszych dniach wojny całkowicie została sparaliżowana żydowska komunikacja w okolicy, co zmusiło organizację żydowskiej samoobrony Haganę do przeprowadzenia licznych operacji w tym rejonie. Kibuc służył wówczas jako baza kompanii szturmowych Palmach. Na początku I wojny izraelsko-arabskiej w dniu 31 maja 1948 roku zajęta i wysiedlona została arabska wioska Masil al-Dżizl. Po wojnie, jej grunty przejął kibuc Kefar Ruppin.
Podczas wojny na wyczerpanie (1967–1970) kibuc był wielokrotnie ostrzeliwany przez jordańską artylerię. W dniu 11 listopada 1968 roku w wyniku ostrzału zginął 1 mieszkaniec, a dwie osoby zostały ranne. W latach 90. XX wieku kibuc przeszedł przez proces prywatyzacji, zachowując kolektywną organizację instytucji kultury, edukacji i ochrony zdrowia. Istnieją plany rozbudowy kibucu o kolejnych 70 domów.

## Demografia
W kibucu w większości mieszkają Żydzi, jednak nie wszyscy identyfikują się z judaizmem. Tutejsza populacja jest świecka:

## Gospodarka i infrastruktura
Gospodarka kibucu opiera się na intensywnym rolnictwie i hodowli ryb. W tutejszych stawach hodowlanych znajduje się największa wylęgarnia ryb w Izraelu. Z przemysłu znajdują się tutaj zakłady tworzyw sztucznych. W kibucu znajduje się przychodnia zdrowia, sklep wielobranżowy, zakład kosmetyczny i fryzjer, oraz warsztat mechaniczny.

## Transport
Z kibucu wyjeżdża się na północ lokalną drogą nr 6688, którą dojeżdża się do kibucu Ma’oz Chajjim i skrzyżowania z drogą nr 71.

## Edukacja  i kultura
Kibuc utrzymuje przedszkole. Starsze dzieci są dowożone do szkoły podstawowej w kibucu Chamadja i szkoły średniej do kibucu Newe Etan. W kibucu jest realizowany projekt edukacyjny dla młodych imigrantów z Ameryki Łacińskiej. Młodzież wraz z rodzicami przyjeżdża tutaj na kilkutygodniowe kursy, poznając język, kulturę i kraj. W kibucu jest także szkoła specjalna z internatem dla dziewcząt zagrożonych narkomanią. Kibuc posiada własną synagogę. W kibucu jest ośrodek kultury z biblioteką, basen kąpielowy, sala sportowa z siłownią, boisko do piłki nożnej oraz korty tenisowe.

## Turystyka
Na północny wschód od kibucu wznoszą się trzy niewielkie wzgórza Tel Karpas, Tel Kataf i Tel Artal (250 m p.p.m.), na których prowadzono wykopaliska archeologiczne. Stanowiska są udostępnione dla turystów. Jednak największą atrakcją tych wzgórz jest panorama na Dolinę Jordanu. Na wschód od kibucu utworzono rezerwat przyrody Choreszat zakkum Kefar Ruppin, w którym rosną rzadko spotykane drzewa balsamowe. Bardziej na północy jest położony rezerwat przyrody Choreszat zakkum Ma’oz Chajjim. W sąsiedztwie przepływa strumień Nachal Avuka, którego wodę wykorzystuje się do zasilania stawów hodowlanych i podlewania pól. Na północny zachód od kibucu na niewielkiej zaporze urządzono staw z miejscem do kąpieli. Cień zapewniają rosnące na brzegach eukaliptusy. Dużą atrakcją turystyczną są tutejsze ogrody publiczne. Kibuc jest reklamowany jako jedno z najlepszych miejsc do obserwacji ptaków na północy Izraela. Z tego powodu licznie przyjeżdżają tutaj ornitolodzy z całego świata. Znajduje się tutaj także stacja obrączkowania ptaków.